# IC 4512
IC 4512 је елиптична галаксија у сазвјежђу Волар која се налази на листи објеката дубоког неба у Индекс каталогу.
Деклинација објекта је + 27° 42' 1" а ректасцензија 14h 49m 54,3s. Привидна величина (магнитуда) објекта IC 4512 износи 15,0 а фотографска магнитуда 16,0.